# Донецкая железная дорога
Доне́цкая желе́зная доро́га (ДонЖД, укр. Донецька залізниця) — железная дорога (код приписки: 48), региональный филиал Украинской железной дороги, обслуживает крайнюю восточную часть Украины (до 2025 года, сейчас контролируется Россией), важный для страны промышленный центр Донбасс, а именно Донецкую и Луганскую, а также частично Запорожскую, Харьковскую и Днепропетровскую области, объединяя таким образом в единый транспортный конвейер Донбасс, Приазовье и Приднепровье.
На юге Донецкая железная дорога имеет выход к Азовскому морю через Мариупольский морской торговый порт, а также выход к крупному промышленному центру Украины — Мариуполю. Длина Донецкой железной дороги составляет 13 % общей длины железнодорожной сети Украины, она расположена на площади 57 000 км².
Донецкая железная дорога — основной вид транспорта, обслуживающая пассажиров и большое количество различных промышленных объектов: угольные шахты, металлургические, коксохимические и трубные заводы, машиностроительные и станкостроительные заводы, предприятия химической, лёгкой, пищевой и других отраслей промышленности.
После аннексии украинских территорий Россией в 2022 году на основании распоряжения Правительства РФ от 29 мая 2023 года №1404-р было создано ФГУП «Железные дороги Новороссии», которому, в том числе, было передано имущество предприятия «Донецкая железная дорога».

## Границы
Донецкая железная дорога граничит с четырьмя железными дорогами:
- Приднепровская железная дорога 
  - Ст. Покровск Дон. ж. д. (ответвление на Павлоград)
  - Ст. Чаплино Придн. ж. д.
  - Ст. Камыш-Заря Придн. ж. д.
- Южная железная дорога 
  - Ст. Сватово Дон. ж. д.
  - Ст. Букино Южн. ж. д.
  - Ст. Лозовая Южн. ж. д.
  - Ст. Тропа Южн. ж. д.
- Юго-Восточная железная дорога 
  - Рзд Выстрел Ю.-Вост. ж. д.
- Северо-Кавказская железная дорога 
  - Раз. 122 км С.-Кав. ж. д. (Закрыта)
  - Ст. Красная Могила Дон. ж. д. [3]
  - Ст. Успенская С.-Кав. ж. д.[4]

## Краткая информация
На Донецкой железной дороге введена структура диспетчерского управления с Дорожным центром в Донецке и районами управления, которые объединяют станции Ясиноватую и бывшее Ждановское отделение железной дороги (с 1988 года), станции Иловайского и Краснолиманского отделений (с 1991 года), а также Луганского и Попаснянского (с 2000 года). В помещениях районов управления находятся табло коллективного пользования, рабочие места поездных диспетчеров, вагонораспределителей, локомотивных диспетчеров, операторов.
В пределах Донецкой железной дороги расположено 100 углепогрузочных станций и самые большие на территории Украины сортировочные станции, на которых формируются угольные маршруты и прочие поезда. Крупные железнодорожные узлы Донецкой железной дороги: Донецк, Ясиноватая, Краматорск, Славянск, Константиновка, Никитовка, Дебальцево, Лиман, Мариуполь, Иловайск, Покровск, Луганск, Попасная, Красная Могила, Кондрашевская-Новая.

## Структура
По состоянию на май 2014 года в состав дороги входили такие дирекции:
- Луганская дирекция железнодорожных перевозок (ДН-4) (Луганск, Кирова, 44)

Луганская дирекция грузовых перевозок
Попаснянская дирекция грузовых перевозок
- Ясиноватская дирекция железнодорожных перевозок (ДН-1) (Ясиноватая, Скрипника, 97)
- Дебальцевская дирекция железнодорожных перевозок (ДН-5) (Дебальцево, Ленина, 12)
- Краснолиманская дирекция железнодорожных перевозок (ДН-2) (Лиман, Кирова, 22)

Краснолиманская дирекция грузовых перевозок
Иловайская дирекция грузовых перевозок
До 2000-х годов также существовали Иловайская (ДН-6) и Попаснянская (ДН-3) дирекции; до 1986 года существовало Ждановское отделение.

## История

### Предпосылки
- 1865 год — Ходатайство к правительству Российской империи о строительстве Курско-Харьково-Азовской железной дороги.
- 1868 год — Концессия на строительство южной магистрали выдана коммерции советнику Самуилу Полякову.
- 1870 год, 5 января[5] (по старому стилю 1869 год, 23 декабря) — Введена в эксплуатацию Курско-Харьково-Азовская магистраль (332 версты) сыгравшая важную роль в развитии экономики Донбасса — началось строительство доменных и сталеплавильных печей, заводов. Этот день почему-то часто считают датой основания Донецкой железной дороги?Вырезка из журнала "Нива" от 9 февраля 1876 года №6

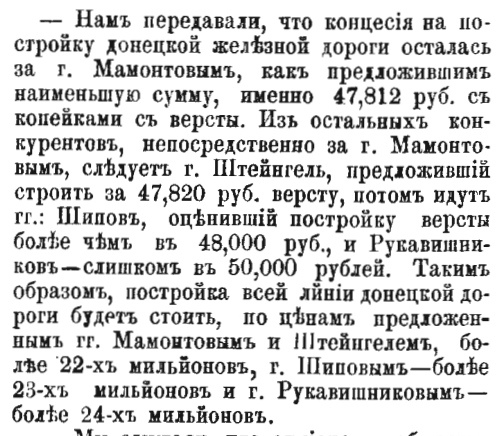
Вырезка из журнала "Нива" от 9 февраля 1876 года №6

- Согласно статье в журнале "Нива" от 9 февраля 1876 года № 6 на постройку Донецкой железной дороги проходил тендер, который выиграл господин Мамонтов, который стоимость одной версты железнодорожного полотна оценил в наименьшую сумму - 47,812 рублей.[6]

### До 1917 года
- 1872 год — Сдана в эксплуатацию первая очередь Константиновской железной дороги Константиновка—Еленовка. Построена станция Рудничная, названная впоследствии так же по фамилии местных землевладельцев — Рутченково. Председатель правления Новороссийского акционерного общества и Константиновской железной дороги Юз Джон Джеймс (он же Хьюз) ранее (в 1871 году) заключил договора с крестьянами, проживающими в Авдеевской и Скотоватской волостях Бахмутского уезда, о добыче каменного угля для своего металлургического завода.
- 1872 год — Горнопромышленное общество на Юге России приступило к строительству подъездного пути от станции Рудничная к каменноугольному руднику близ села Кураховка — 24 версты (завершено в 1876 году).
- 1875 год — Министерством путей сообщения принято решение о строительстве Донецкой Каменноугольной железной дороги. Концессию на строительство получил промышленник Савва Мамонтов, организовавший акционерное общество «Донецкая дорога».
- 1878 год — торжественное открытие Донецкой Каменноугольной железной дороги (общая протяжённость — 389 вёрст). Открыты участки Никитовка—Дебальцево—Должанская, Дебальцево—Попасная—Краматорск, Дебальцево—Луганский завод. Управление железной дороги находилось в Луганске, рядом со станцией было построено первое в Донбассе железнодорожное училище.
- 1879 год — построены участки Попасная—Лисичанск, Хацапетовка—Ясиноватая, и другие. Протяжённость Донецкой каменноугольной железной дороги составляла 479 вёрст. На железной дороге работало 92 паровоза и 2 223 вагона. Весовая норма поездов составляла всего 22 тысячи пудов 
 (около 350 тонн), скорость — не больше 14 вёрст в час.
- 1880 год — Константиновская железная дорога была объединена с Донецкой Каменноугольной; Рутченково получило беспрепятственный выход на ст. Ханженково Курско-Харьковско-Азовской линии.
- 1882 год — Открыт участок Еленовка—Мариуполь. Донбасский уголь получил выход к Азовскому морю. Также построена линия Должанская—Зверево
- 1884 год — 1-я Екатерининская железная дорога (Линия Пятихатки—Екатеринослав—Гришино—Ясиноватая) соединила Донецкую каменноугольную железную дорогу с центром губернии и Криворожским бассейном.
- 1888 год — Специалисты Ростовского почтово-телеграфного округа разработали проект почтово-телеграфной линии Таганрог—Мариуполь—Ясиноватая—Чаплино, проходящей вдоль Константиновской железной дороги и Екатерининской железной дороги.
- 1889 год — Строительство глубоководного порта в Мариуполе, донбасский уголь впервые был погружён на пароход. Открыты участки Никитовка—Попасная, Колпаково—Первозвановка.
- 1890 год — Савва Мамонтов продает Донецкую Каменноугольную железную дорогу государству, которое разрешает ему строить Московско-Ярославско-Архангельскую железную дорогу. В 1893 году большая часть Донецкой дороги входит в состав Екатерининской казённой железной дороги
- 1895 год — Открыт участок Лисичанск—Купянск Екатерининской железной дороги
- 1896 год — Дебальцевский железнодорожный узел с ответвлениями на Лисичанск, Хацапетовку, Луганск, Зверево передаётся в аренду Обществу Юго-Восточных железных дорог.
- 1896 год — Юго-Восточные железные дороги начинают строительство хода Попасная—Никитовка — Очеретино для разгрузки Дебальцевского узла. Участок до Никитовки (43 версты) открыт в 1899 году. В 1902 году линия продлена до Очеретино.
- 1904 год — Сдана в эксплуатацию 2-я Екатерининская железная дорога. Идея этой линии была предложена ещё в 1888 году Дмитрием Менделеевым для разгрузки главного хода в западном направлении. Трасса новой железной дороги (581 верста) состояла из двух изолированных участков: Дебальцево—Иловайская—Караванная и Волноваха—Александровск (в следующем году) продлена до станции Долгинцево.
- 1910 — Открытие Северо-Донецкой железной дороги для увеличения вывоза каменного угля в центральные районы империи и порты Балтики. Начато строительство станций Лиман, Яма, Родаково и других.
- 1914 год — Начато строительство железнодорожного хода Гришино—Ровно. Из-за Первой мировой и Гражданской войн проект так не был завершён. В 1937 году на этом направлении был открыт участок Постышево—Павлоград—Новомосковск.

### При советской власти
- 1935 год — Донецкая железная дорога перевыполнила задание по погрузке и намного увеличила выгрузку (по размерам погрузки — первое место в СССР). Так, на Донецкой железной дороге осуществлялось 42 % общей погрузки угля и 15 % чёрных металлов.
- 1936 год — впервые начали оформление билетов транзитным пассажирам
- 1937 год, май — из Донецкой и Приднепровской железных дорог выделена новая дорога — Южно-Донецкая (управление — г. Ясиноватая)
- 1941 — 1945 годы — Великая Отечественная война: Донецкая железная дорога переведена (как и все другие железные дороги СССР) на военное положение. Во время войны разрушено 8 000 км путей, 1 500 мостов, 27 локомотивных депо, 8 вагонных депо, 400 вокзалов и станционных зданий.
- 1953 год, май — по решению Совета Министров СССР была создана Донецкая железная дорога, как единая дорога, обслуживающая Донецкий бассейн.

### Независимая Украина
- 1992 — участок Успенская — Марцево, находящийся на территории России, передан Северо-Кавказской железной дороге.

Распад СССР негативно повлиял на дальнейшее развитие Донецкой железной дороги.
- 1993—1994 — первые отмены пригородных и местных поездов, в первую очередь — протяжённые рейсы пригородных дизель-поездов (более 150 км).
- 1996 год — отменены пригородные дизель-поезда на участках:

Должанская — Горная
Лантратовка — Валуйки;
- 1999 — отменены пригородные дизель-поезда на участке Изварино — Лихая (участок разобран)
- 1999—2004 — разобраны участки, пересекающие государственную границу с Россией:

Изварино — Лихая
Должанская — Михайло — Леонтьевская;
сняты пути с участков:
Сентяновка — Бежановка;
Сентяновка — Орловская — Авдаково;
Дружная — Лунная;
Пласты — Кураховка;
Лоскутовка — Тошковка;
Бирюково — Горная — Граница с Россией.
- 2002 год — отменены пригородные дизель-поезда на участке Квашино — Успенская;

отменены местные поезда:
Дебальцево — Лихая;
Дебальцево — Валуйки;
- 2007 год — отменены пригородные дизель-поезда на участках:

Попасная — Артемовск-1 — Краматорск;
Кондрашевская — Новая — Должанская;
Красноармейск — Доброполье — Дубово;
Цукуриха — Кураховка;
Луганск — Рзд Карьер 122 км;
отменены местные поезда:
Дебальцево — Харьков;
Кривой Рог — Павлоград — Ясиноватая;
- 2008 год — отменены пригородные дизель-поезда на участках:

Ларино — Доля;
Родаково — Лутугино.

### После 2014 года
С 2014 года в связи с боевыми действиями было временно прекращено движение поездов практически по всей восточной части Донецкой железной дороги. По мере стабилизации ситуации движение частично восстановлено. При этом, восстановление движения в большинстве случаев с технологической стороны не составляет труда. В данный момент возобновление сообщения через линию разграничения не планируется из-за сложившейся политической обстановки — находясь де-юре под юрисдикцией Украины, территории не имеют фактического контроля с её стороны. Попытки давления, в том числе силового, не привели к значительным сдвигам. В итоге, Украина не имеет доступа к части ЖД инфраструктуры на территории ЛДНР которые, в свою очередь в рамках непризнания Украиной не могут взаимодействовать, как с Украиной, так и с мировым сообществом.

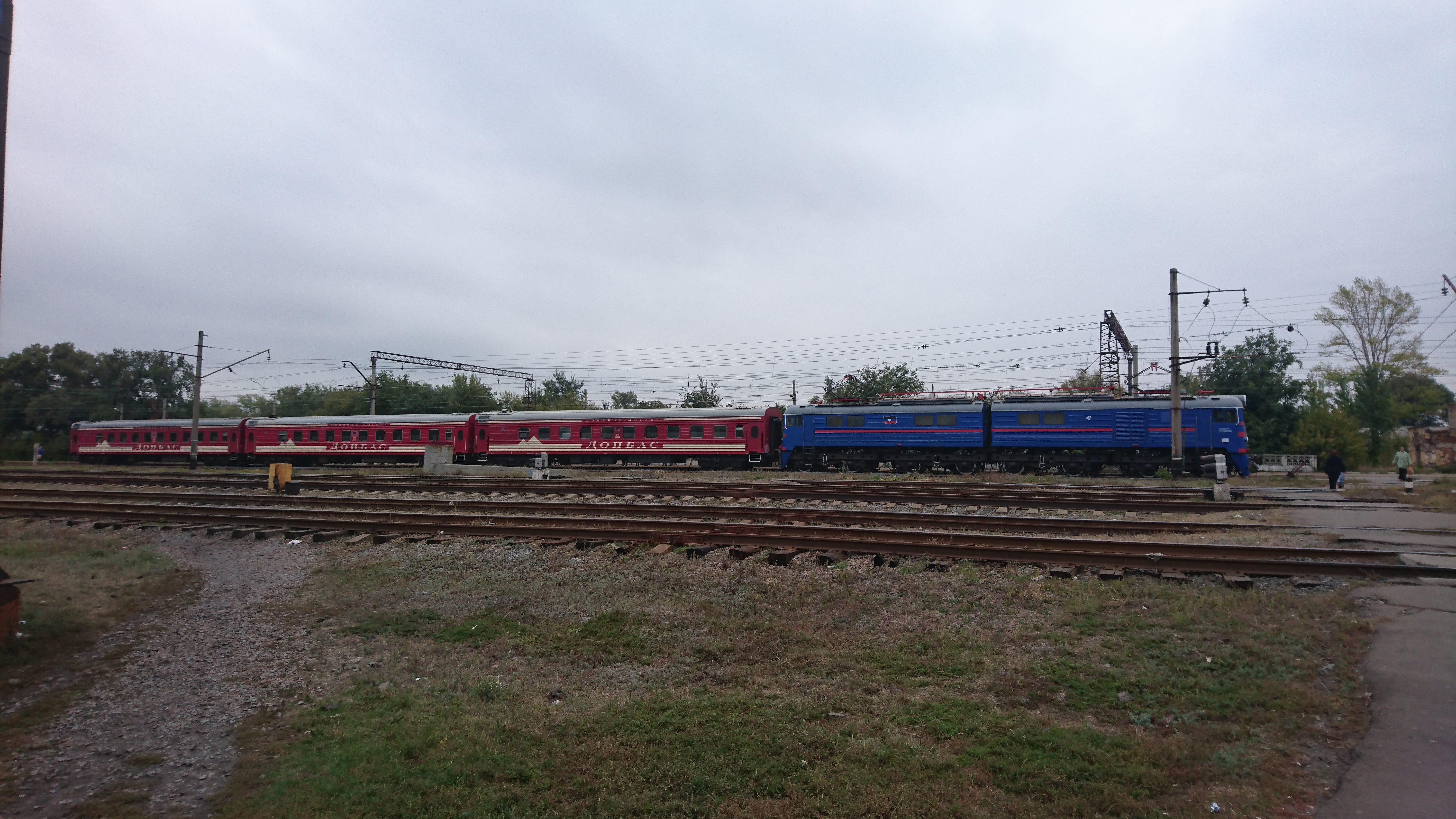
Железнодорожное сообщение в ДНР в 2017 году. Маршрут в сторону РФ (до Успенской). Электровоз ВЛ8 тянет три пассажирских вагона от бывшего фирменного поезда «Донбасс» Москва-Донецк.

Постановлением Кабмина Украины всё имущество Донецкой железной дороги, находящееся на подконтрольной Украине территории Донецкой и Луганской областей, было передано Южной и Приднепровской дорогам, однако фактически это постановление никем не было выполнено, и по состоянию на начало 2017 года управление железнодорожной инфраструктурой, контролируемой Украиной, осуществляется на базе Лиманской дирекции. На участках железной дороги, оказавшихся под контролем ЛНР и ДНР, были созданы свои Донецкая и Луганская железные дороги.

#### 2016 год
После двухлетнего перерыва было восстановлено пригородное сообщение на участке Лантратовка — Кондрашёвская-Новая, который в результате военных действий оказался изолирован от железнодорожной сети Украины. Правда, единственный пригородный поезд для этого участка (маневровый тепловоз и два пассажирских вагона) пришлось доставлять через территорию России, тепловоз на техническое обслуживание направляется на ст. Купянск-Узловой через станцию Валуйки ЮВ ж.д.

#### 2018 год
По состоянию на 2018 год не было пассажирского движения на следующих участках:
Ясиноватая — Донецк;
Ясиноватая — Авдеевка;
Рутченково — Цукуриха — Покровск;
Цукуриха — Кураховка;
Гродовка — Пласты с ответвлением на ст. Россия;
Покровск — Центральная;
Покровск — Дубово с ответвлением на ст. Доброполье;
Доля — Ларино;
Моспино — Макеевка;
Ясиноватая — Фенольная;
Горловка — Очеретино;
Редкодуб — Никишино;
Кумшацкий — Бункерная;
Торез — Бесчинская с ответвлением на ст. Воскресенская;
Штеровка — Яновский;
Штеровка — Красный Луч;
Щётово — Антрацит;
Родаково — Лутугино — Изварино;
Луганск — Лутугино;
Луганск — Кондрашёвская — Ольховая;
Кондрашёвская-новая — Семейкино-новое — Должанская;
Должанская — Бирюково;
Сентяновка — Нырково;
Венгеровка — Светланово;
Дебальцево — Попасная;
Никитовка — Светлодарское — Попасная;
Углегорск — Светлодарское;
им. Крючкова — Чернухино;
им. Крючкова — Депрерадовка;
Кипучая — Овраги;
Краматорск — Бахмут — Попасная;
Никитовка — Бахмут;
им. Кожушко — Электрическая;
Славянск — Славянск-Ветка;
Переездная — Белогоровка — Северск с ответвлением на ст. Привольнянское-Южное;
Карань — Янисоль;
Кальчик — Сионитный;
Мариуполь — Мариуполь-порт.

#### 2019 год
По состоянию на 2019 год на территории ДНР осуществляется грузовое сообщение, пассажирское (два поезда: 604/603 Луганск—Ясиноватая—Луганск и 619/620 Ясиноватая—Успенская—Ясиноватая), а также пригородное (64 маршрута пригородного сообщения через вокзалы Ясиноватая, Иловайск и Дебальцево, а также станции Макеевка-пассажирская, Криничная, Харцызск, Горловка, Никитовка, Енакиево, Углегорск, Торез, Донецк-2, Менчугово и Мушкетово).
25 июля 2019 года был создан трансграничный концерн «Железные дороги Донбасса», включающий ГУП ДНР «Донецкая железная дорога» и государственное унитарное предприятие Луганской Народной Республики «Луганская железная дорога» (ГУП ЛНР «Луганская железная дорога»).

#### 2020 год

##### Перевозки
За январь-сентябрь 2020 года поездами на территории ДНР отправлено 803 052 пассажира (-26,6 % к январю-сентябрю 2019 года), в том числе в дальнем следовании — 52 287 человек (-53,8 %), в пригородном сообщении — 750 765 (-23,5 %). За 9 месяцев дорогой перевезено 263 493 пассажира льготных категорий.

#### 2023 год
После аннексии украинских территорий Россией в 2022 году на основании распоряжения Правительства РФ от 29 мая 2023 года №1404-р было создано ФГУП «Железные дороги Новороссии», которому, в том числе, было передано имущество предприятия «Донецкая железная дорога».

## Электрификация
- 1958 — электрифицирован участок Лозовая — Славянск
- 1959 — участок Чаплино — Ясиноватая
- 1960 — участок Славянск — Иловайск

связка Путепровод — Криничная
- 1961 — участки:

Красный Лиман — Никитовка
Красный Лиман — Шпичкино
Горловка — Дебальцево
Байрак — Никитовка
Криничная — Ясиноватая
Иловайск — Марцево (переменный ток)
- 1962 — участок Красный Лиман — Основа (постоянный ток)
- 1963 — участки:

Ясиноватая — Мариуполь
Ясиноватая — Константиновка
Хацапетовка — Криничная
- 1966 — участок Горловка — Очеретино

Электрификация направления Дебальцево — Лихая:
- 1972 — участок Дебальцево — Чернухино
- 1977 — участок Купянск — Святогорск (Славяногорск)
- 1978 — участок Чернухино — Штеровка
- 1982 — участок Штеровка — Красный Луч
- 1984 — участок Кутейниково — Каракуба (не используется)
- 1996 — участок Штеровка — Антрацит
- 1999 — участок Щётово — Красная Могила (Щётово — Антрацит — не используется)

Электрификация направления Дебальцево — Луганск:
- 2005 — участок Дебальцево — Коммунарск
- 2006 — в Коммунарск пришёл первый электропоезд Красный Лиман — Коммунарск — Славянск
- 2007 — участок Коммунарск — Луганск, электропоезд повышенной комфортности Донецк — Луганск.

## Модернизация
В 2007 году была закончена модернизация участка Днепропетровск — Чаплино — Ясиноватая. Участок Чаплино — Ясиноватая ускорен до 140 км/ч. Эксплуатировался регулярный скоростной электропоезд повышенной комфортности Днепропетровск — Донецк — Днепропетровск, преодолевавший расстояние Днепропетровск — Донецк за 3 часа 10 минут.
На участке были отремонтированы все станции и модернизированы вокзалы с учётом современных требований.
В 2012 году был реконструирован участок Лозовая — Славянск — Донецк. Отрезок ускорен до 160 км/ч для эксплуатации скоростных электропоездов класса Интерсити и Интерсити+.

## Карта

Вагонная схема движения пригородных поездов Донецкой ЖД на территории, подконтрольной Украине по состоянию на 23 февраля 2022 года.

## Фотогалерея

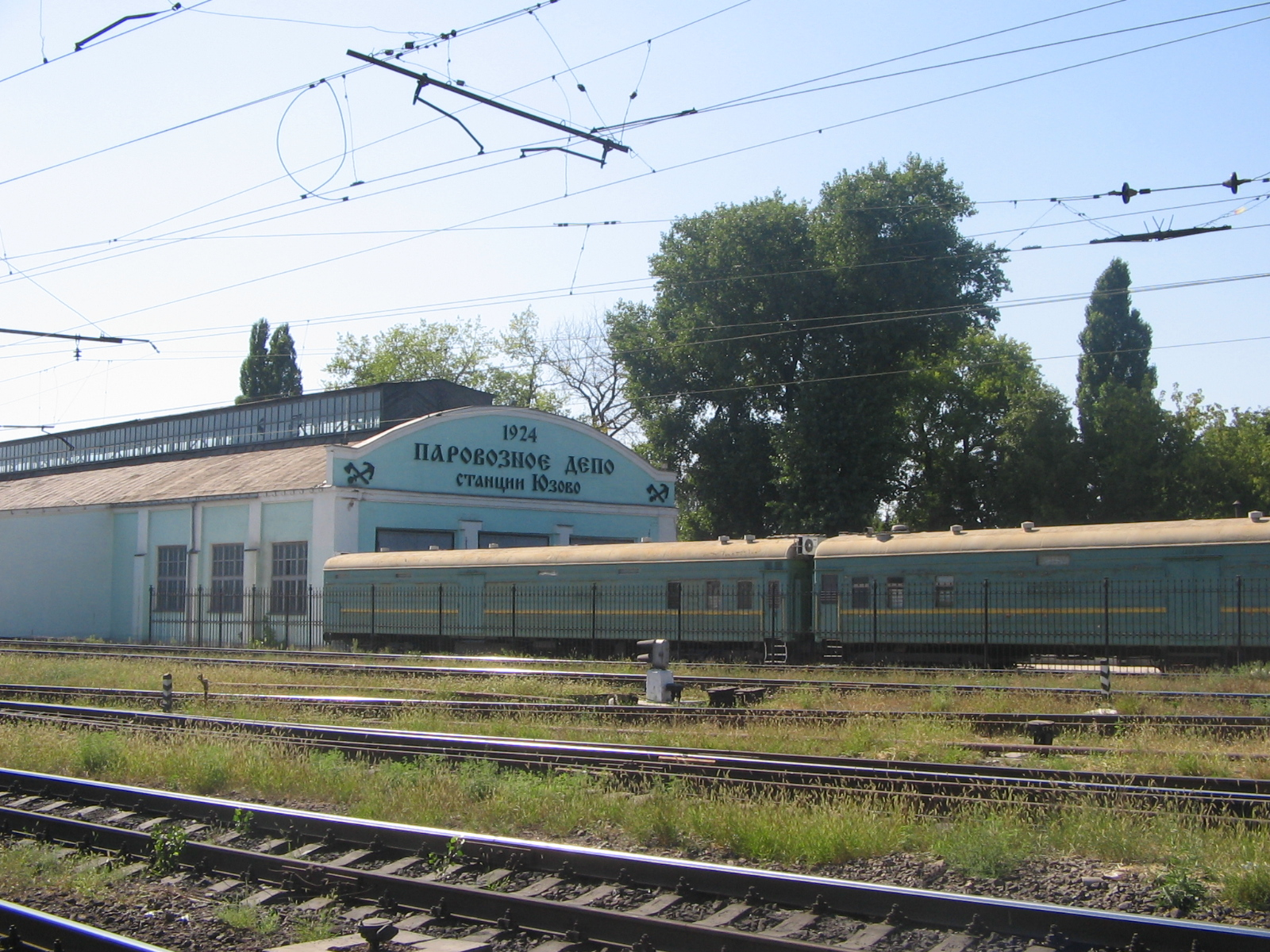
Вагонное депо станции Юзово 1924 год
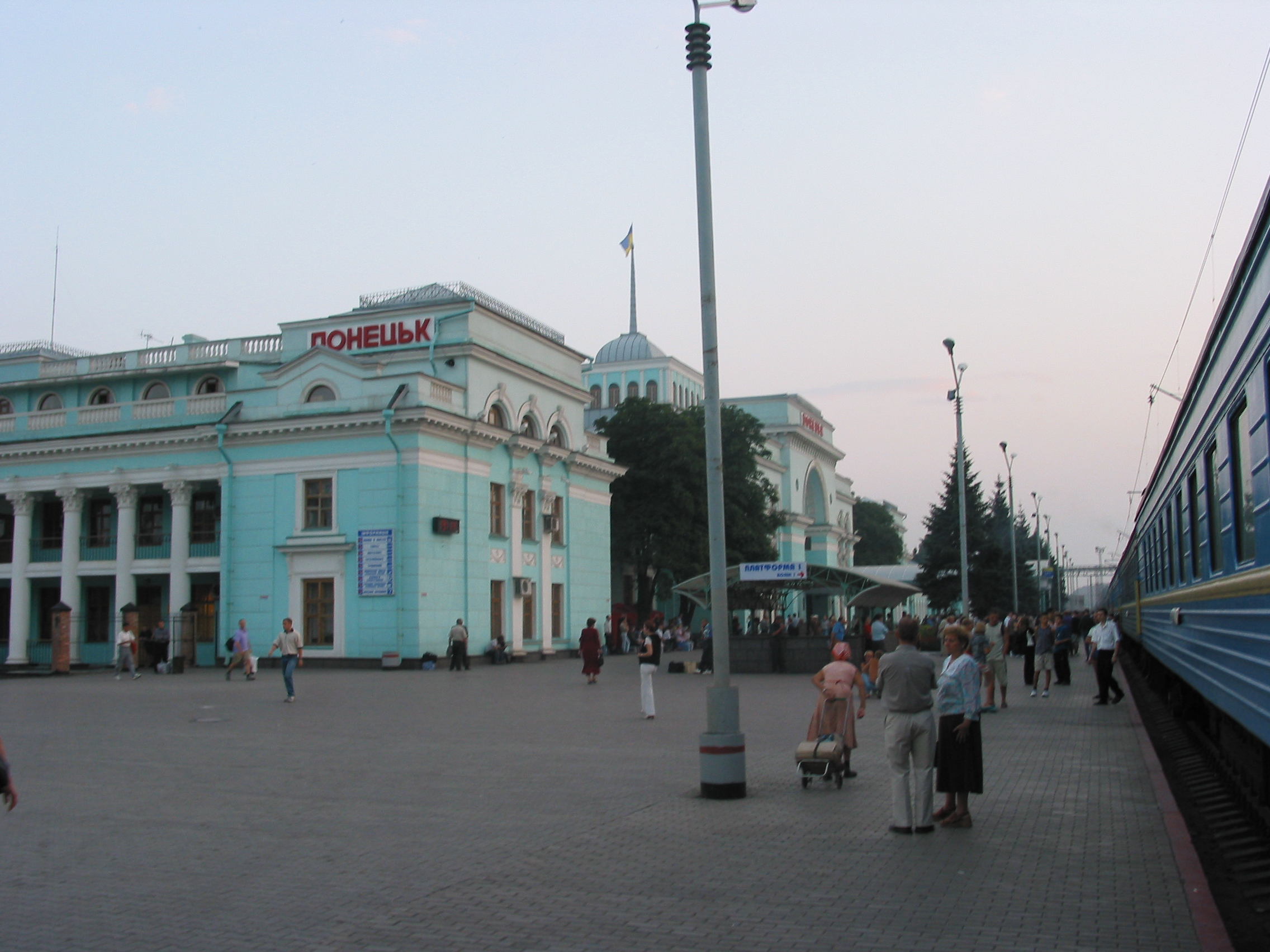
Вокзал города Донецк
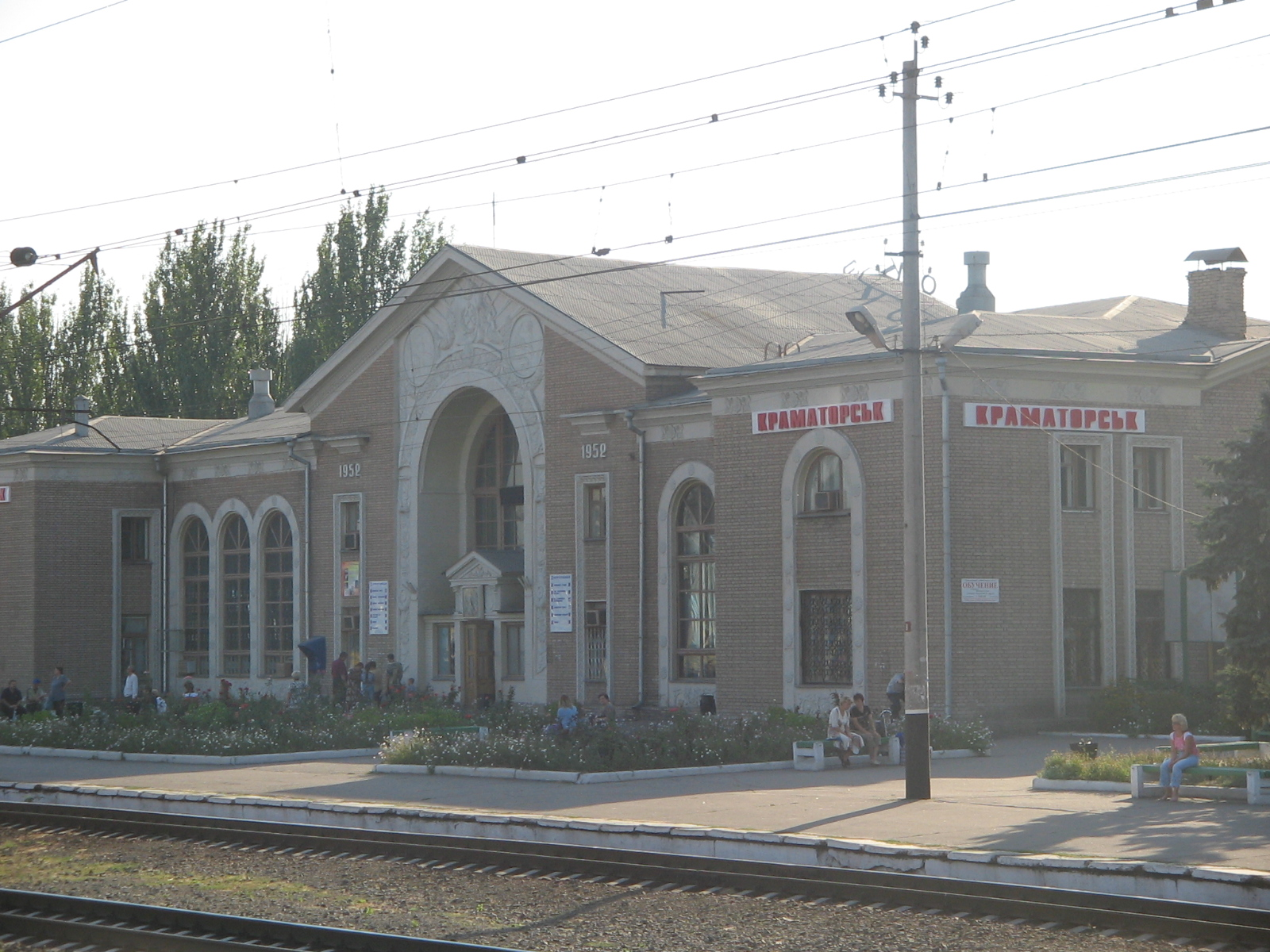
Вокзал города Краматорск
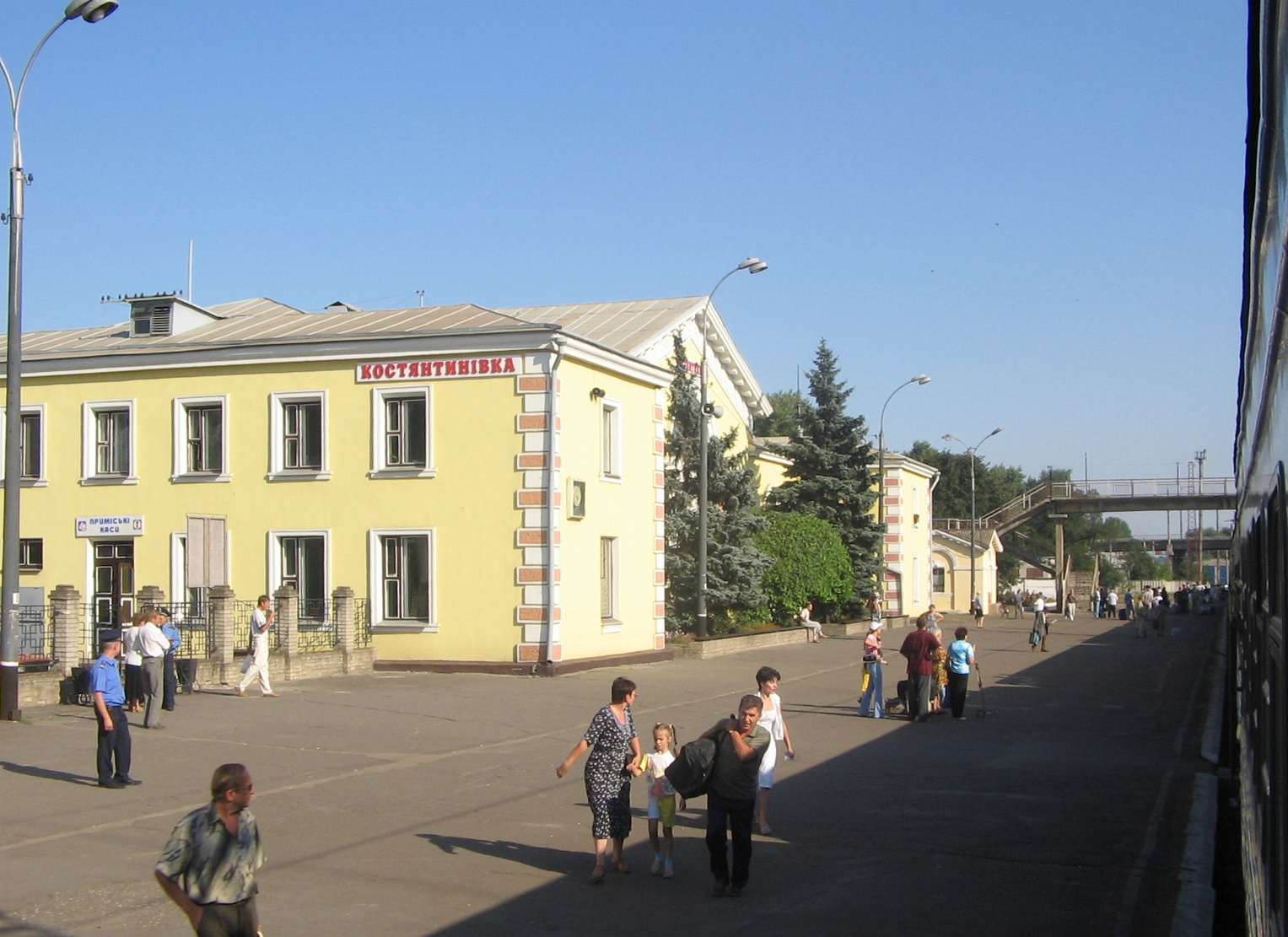
Вокзал города Константиновка
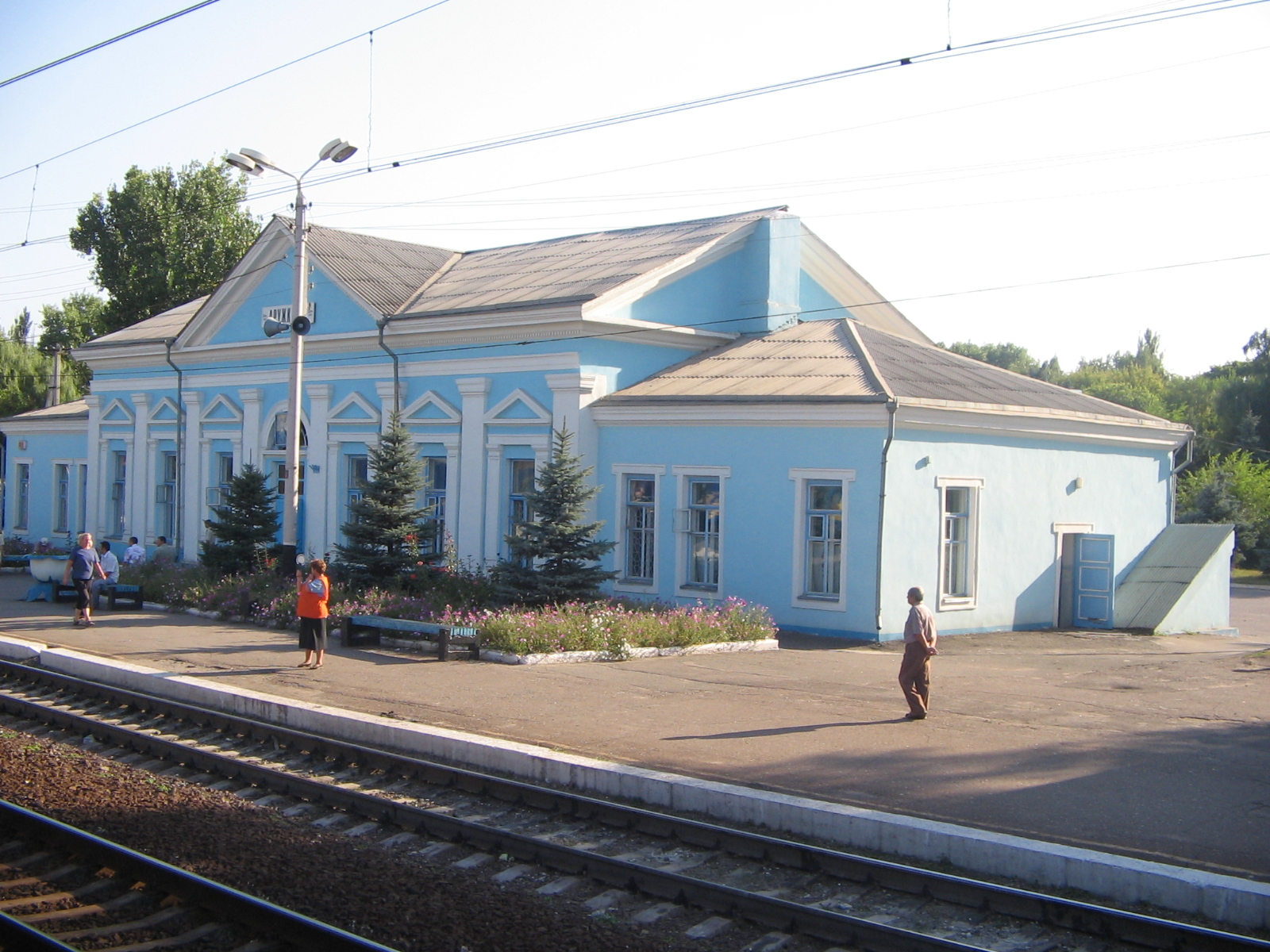
Вокзал города Дружковка
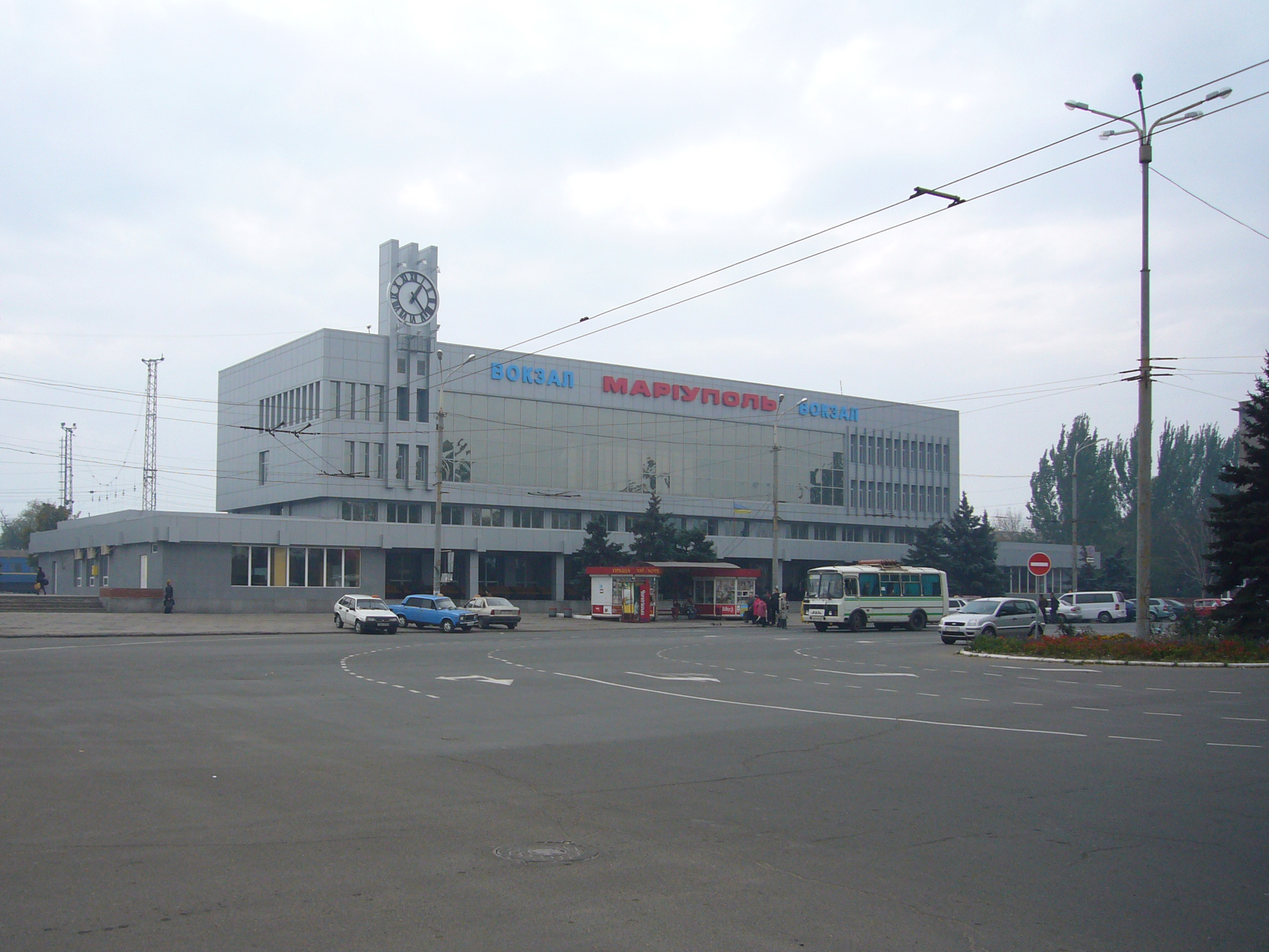
Вокзал города Мариуполь
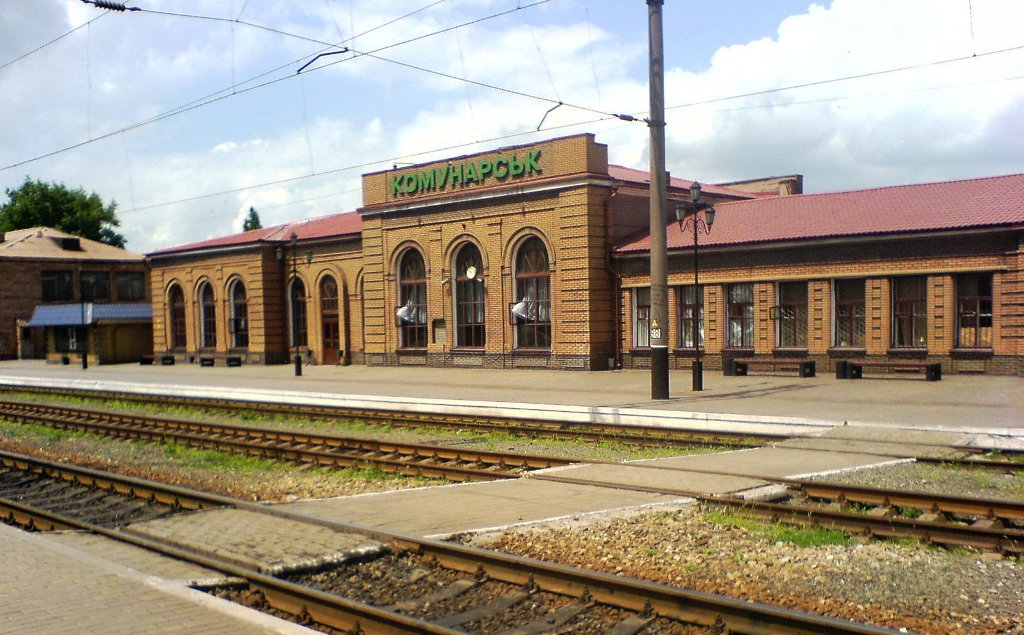
Вокзал станции Коммунарск (город Алчевск)
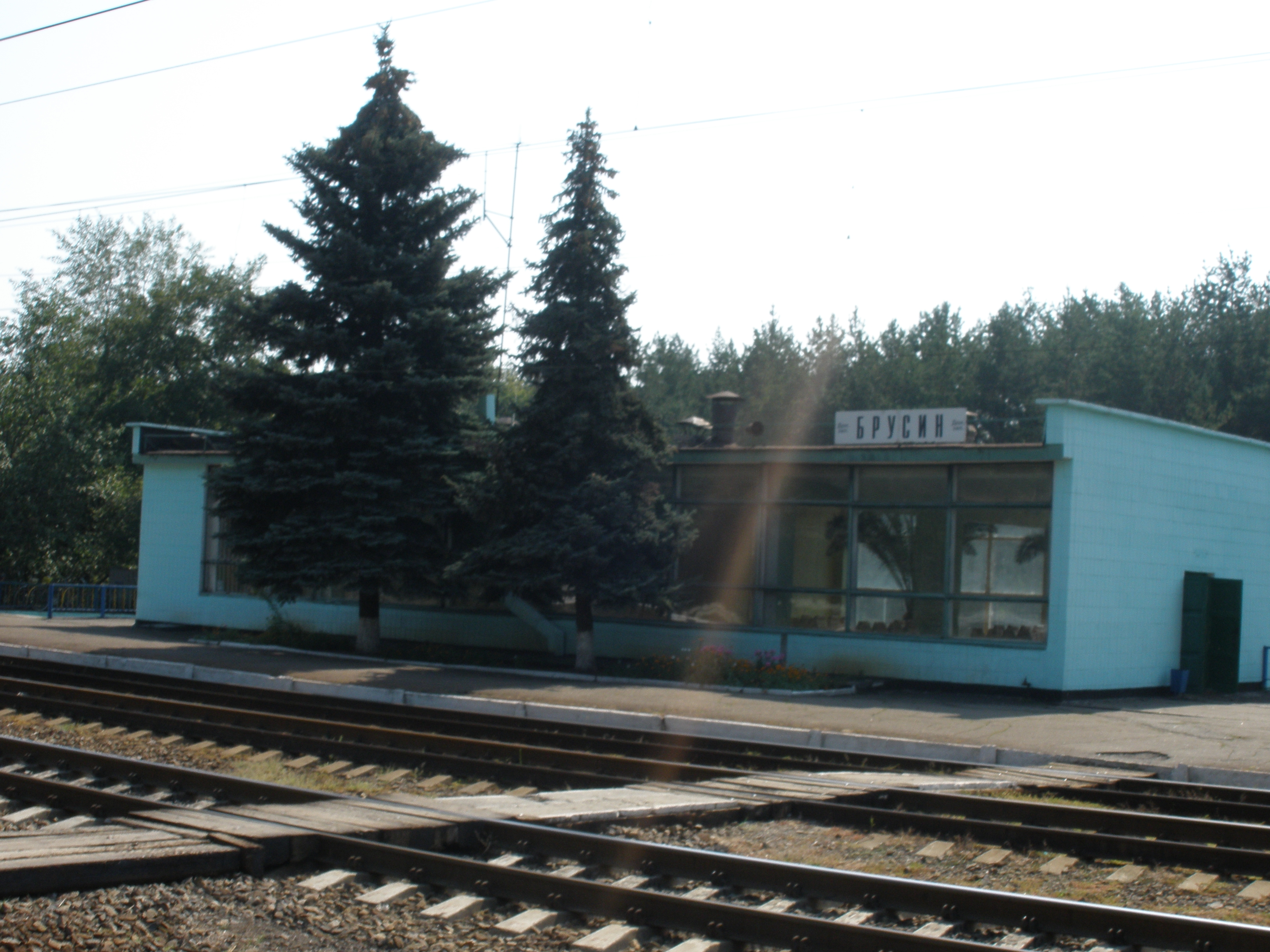
Станция Брусин
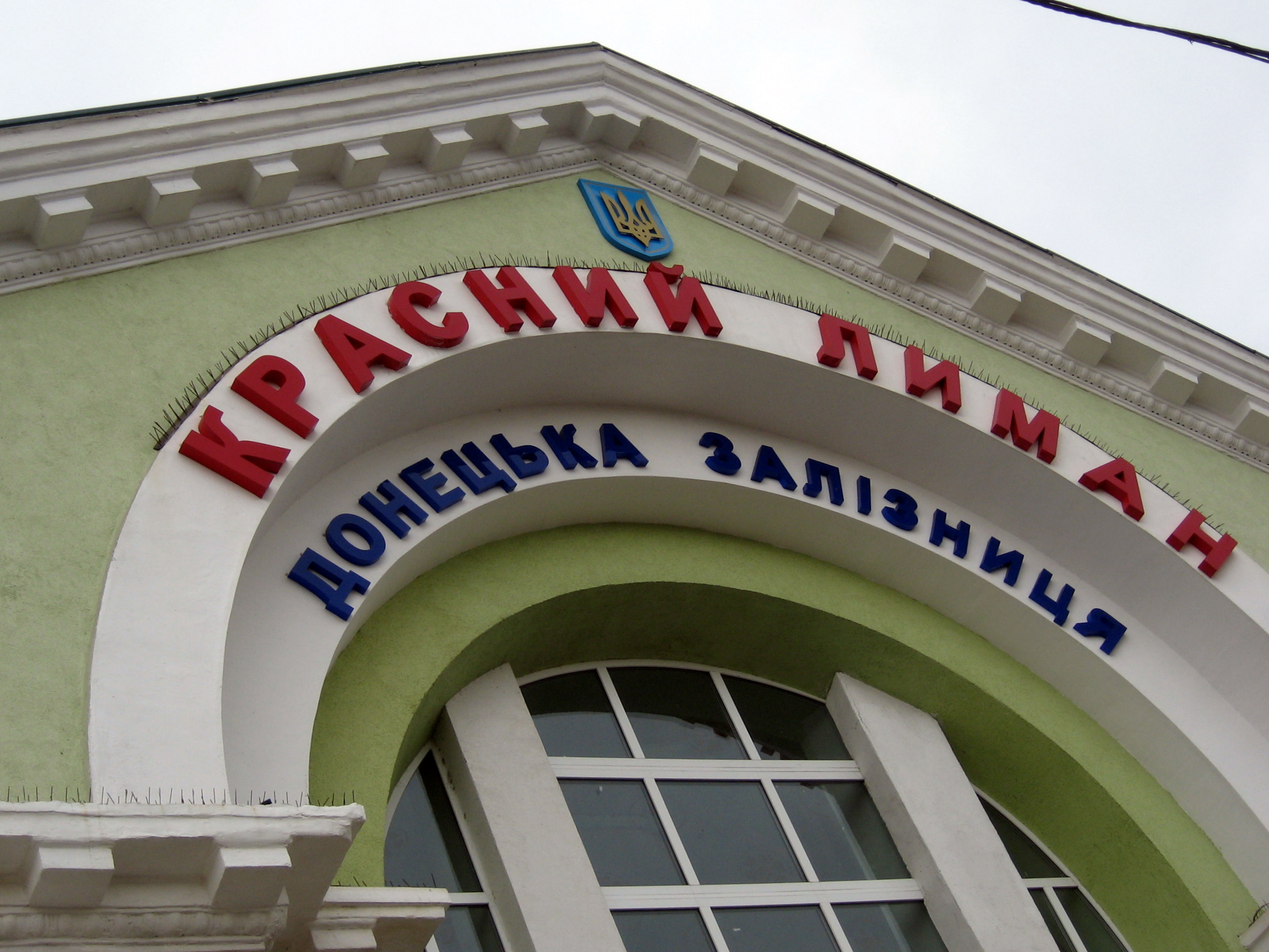
Вокзал города Лиман
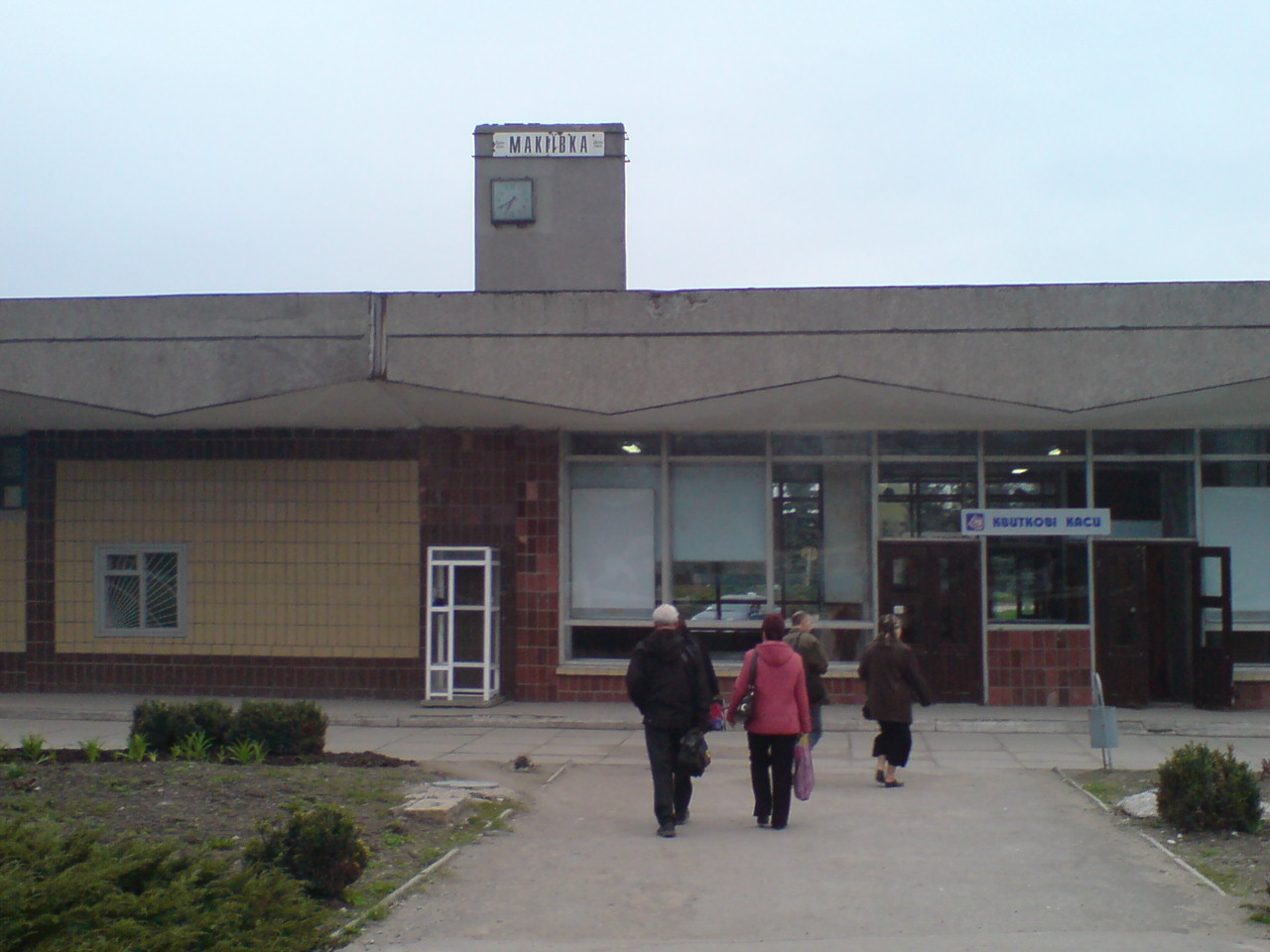
Станция Макеевка-Пассажирская
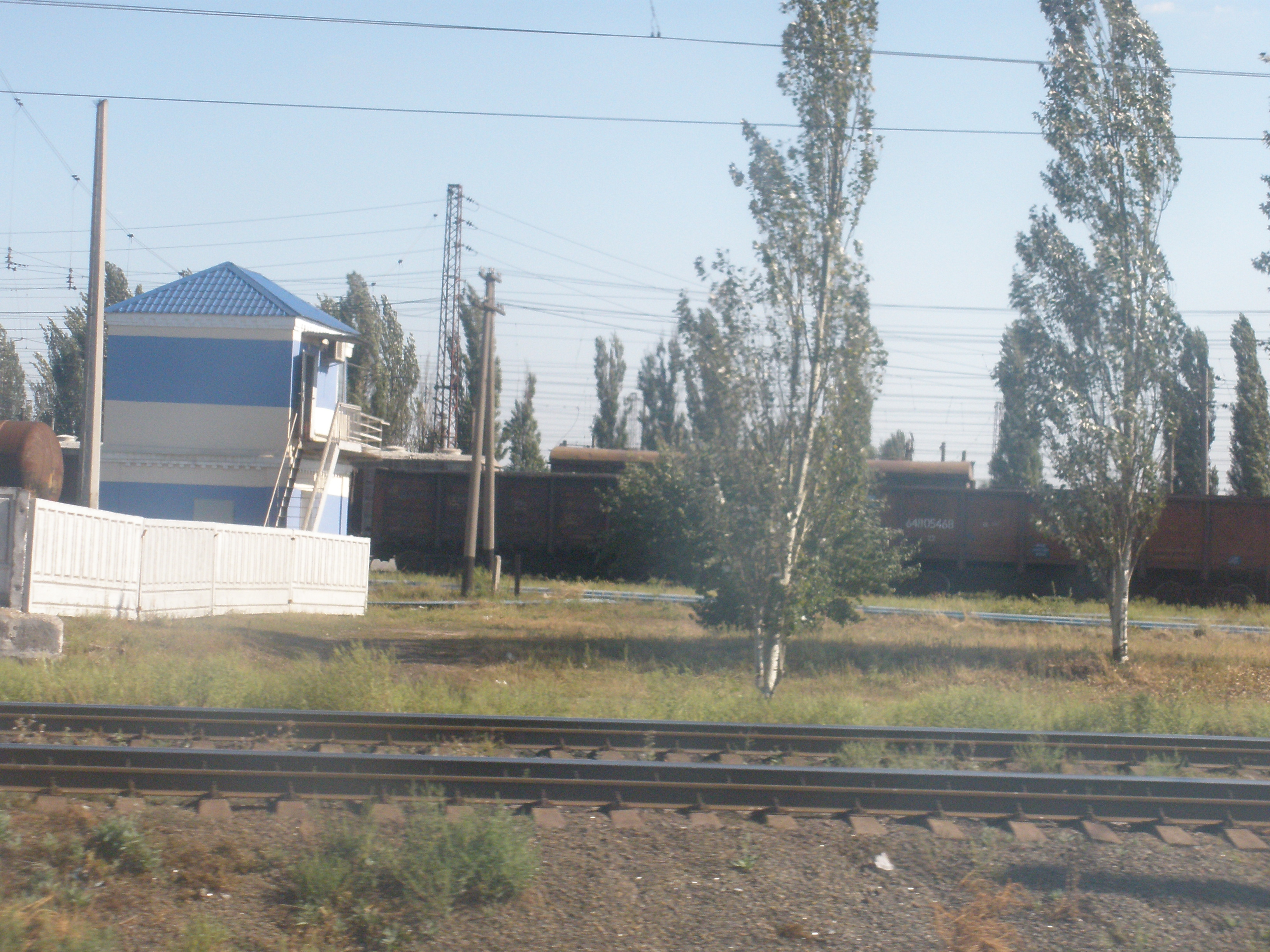
Ясиноватая. Сортировочная горка
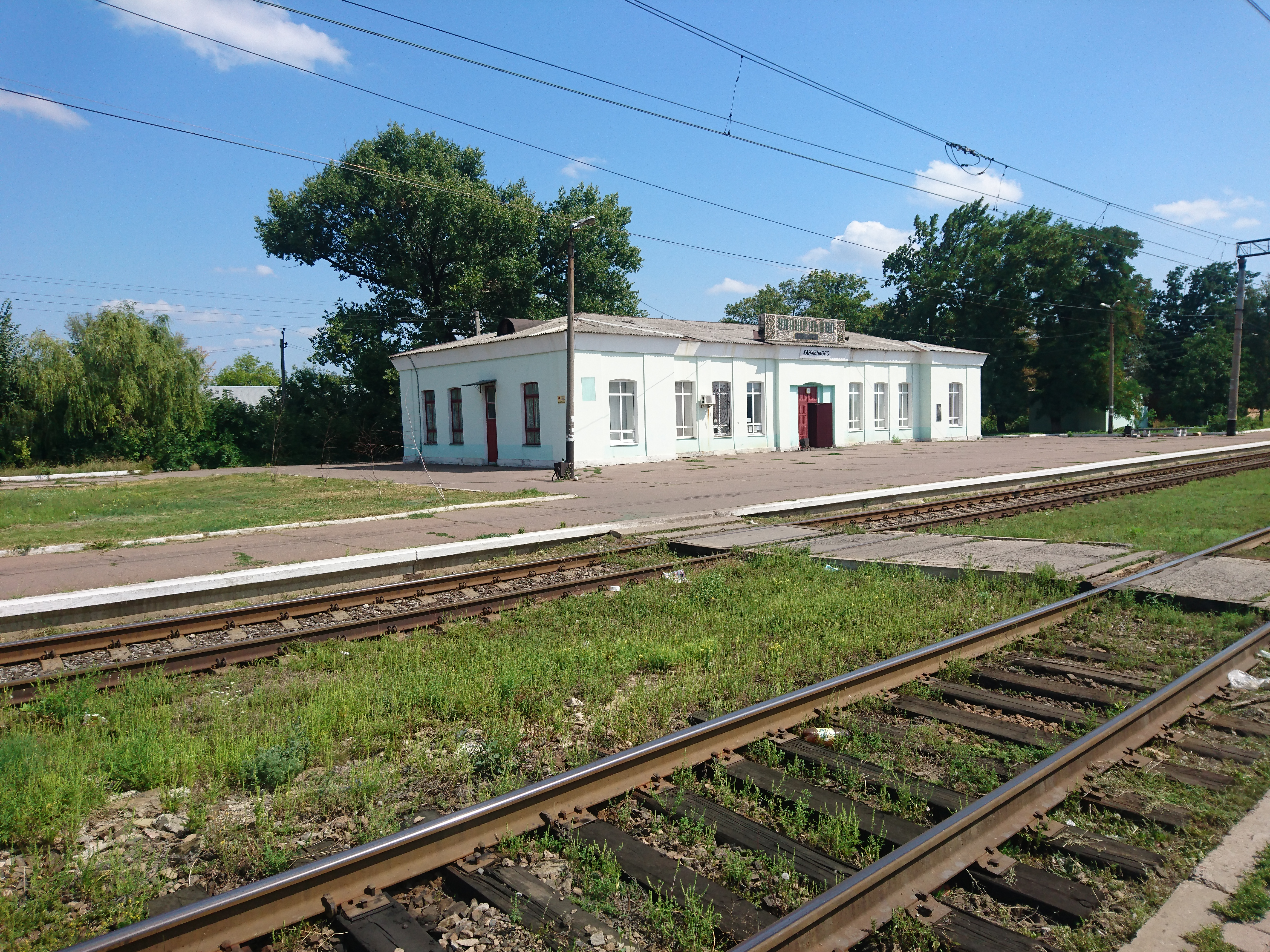
Здание станции Ханженково в 2019 году
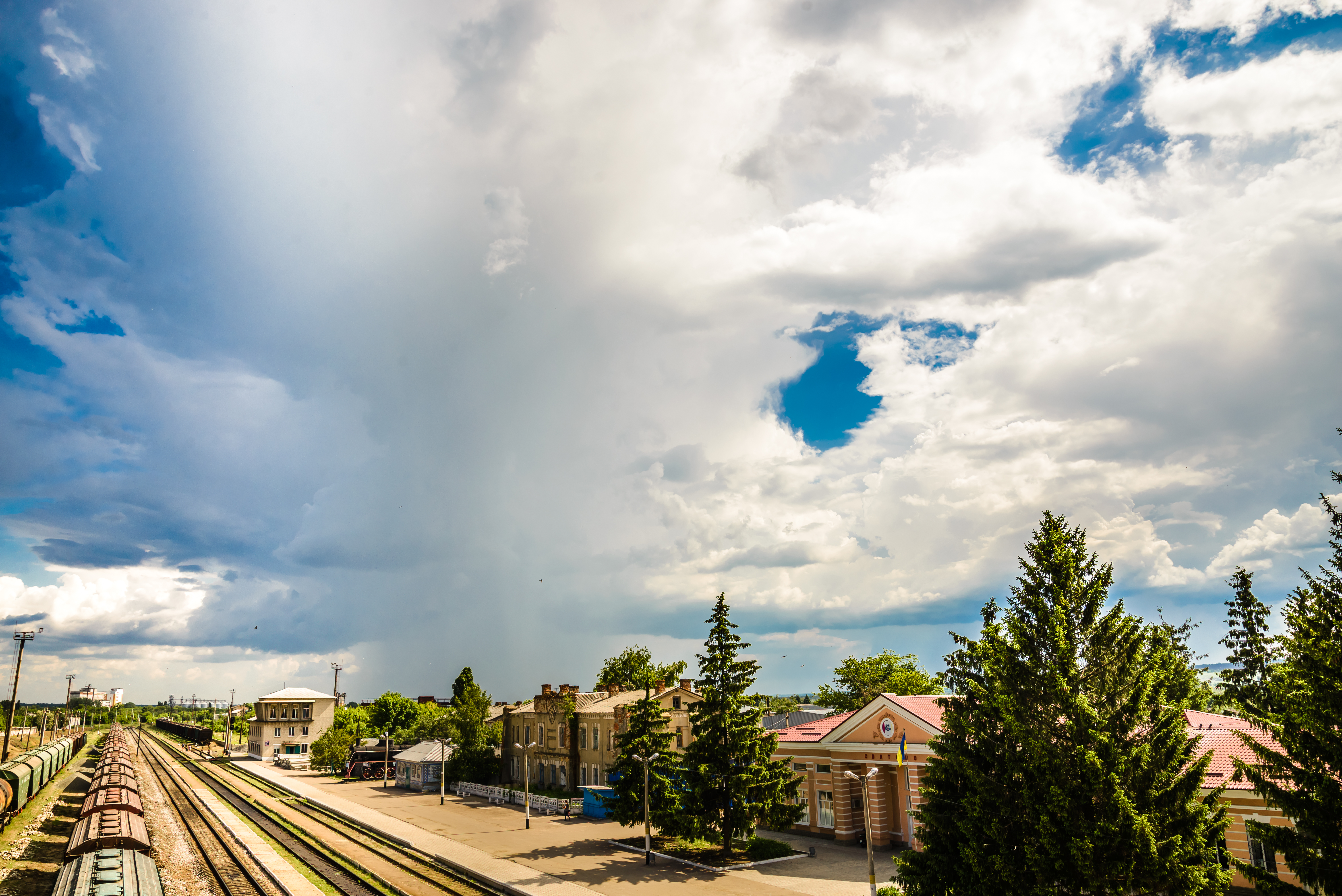
Железнодорожный вокзал в Сватово
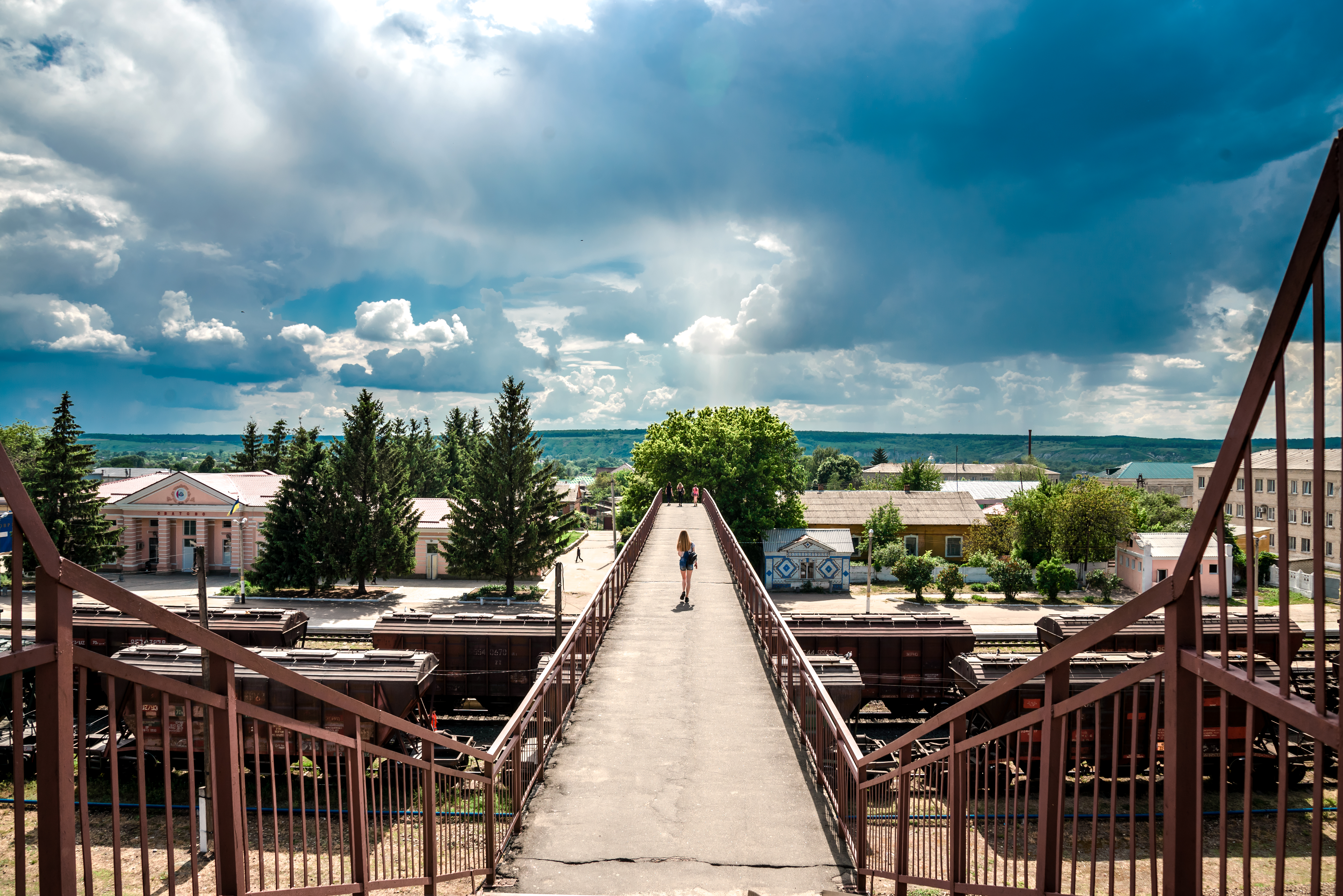
Вид на железнодорожный вокзал в Сватово с перехода
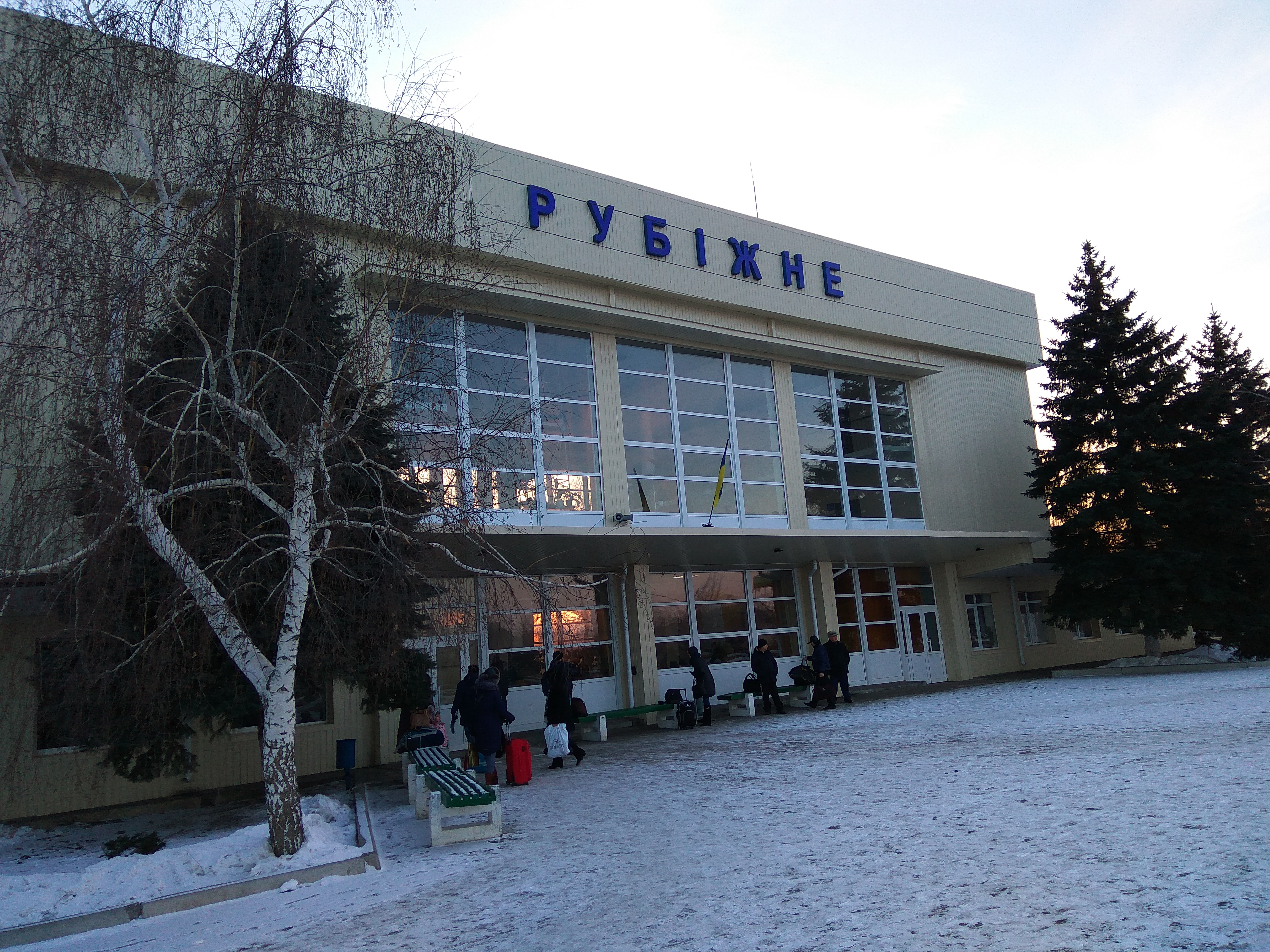
Здание ж/д вокзала в Рубежном
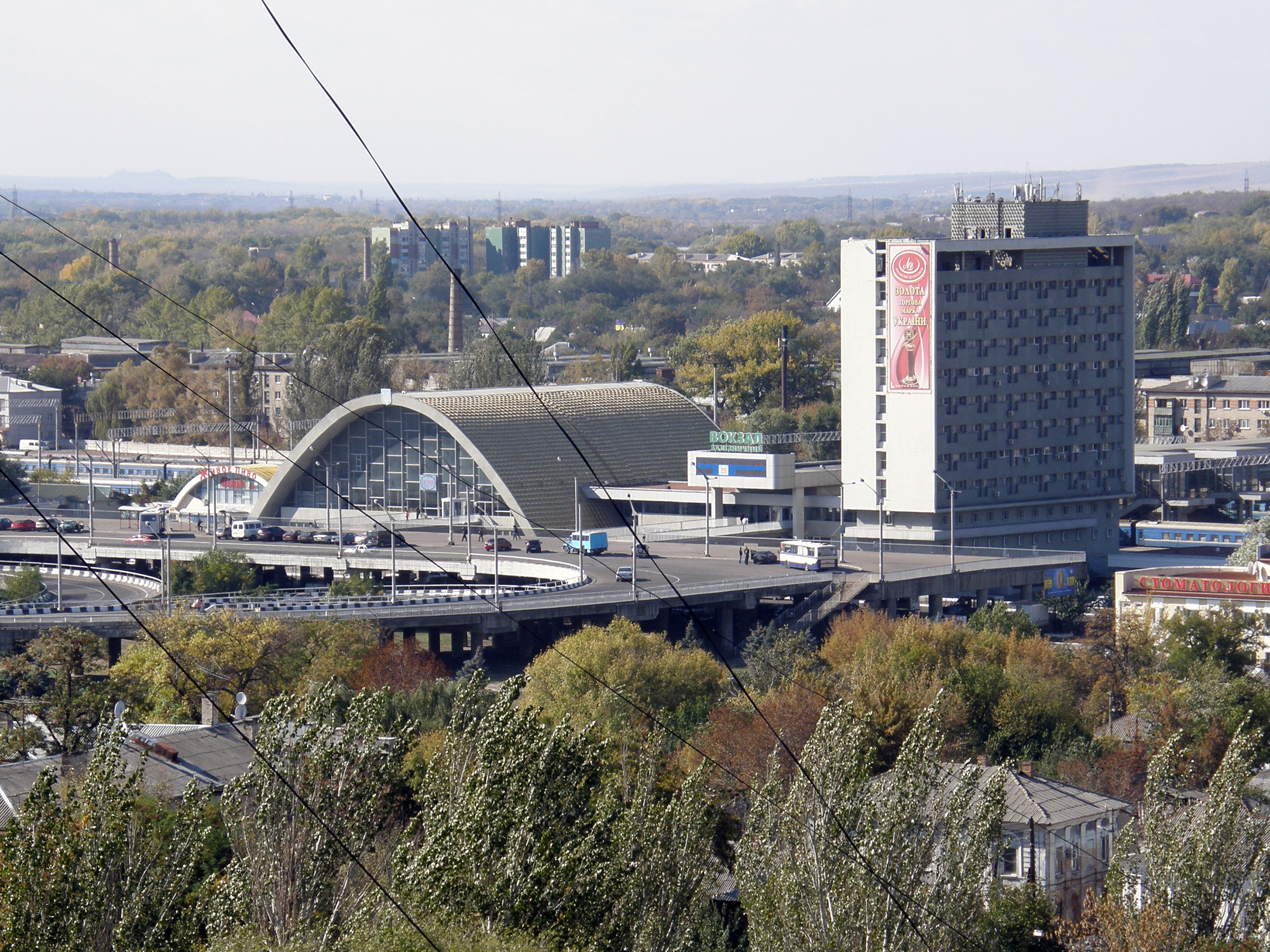
Здание ж/д вокзала в Луганске
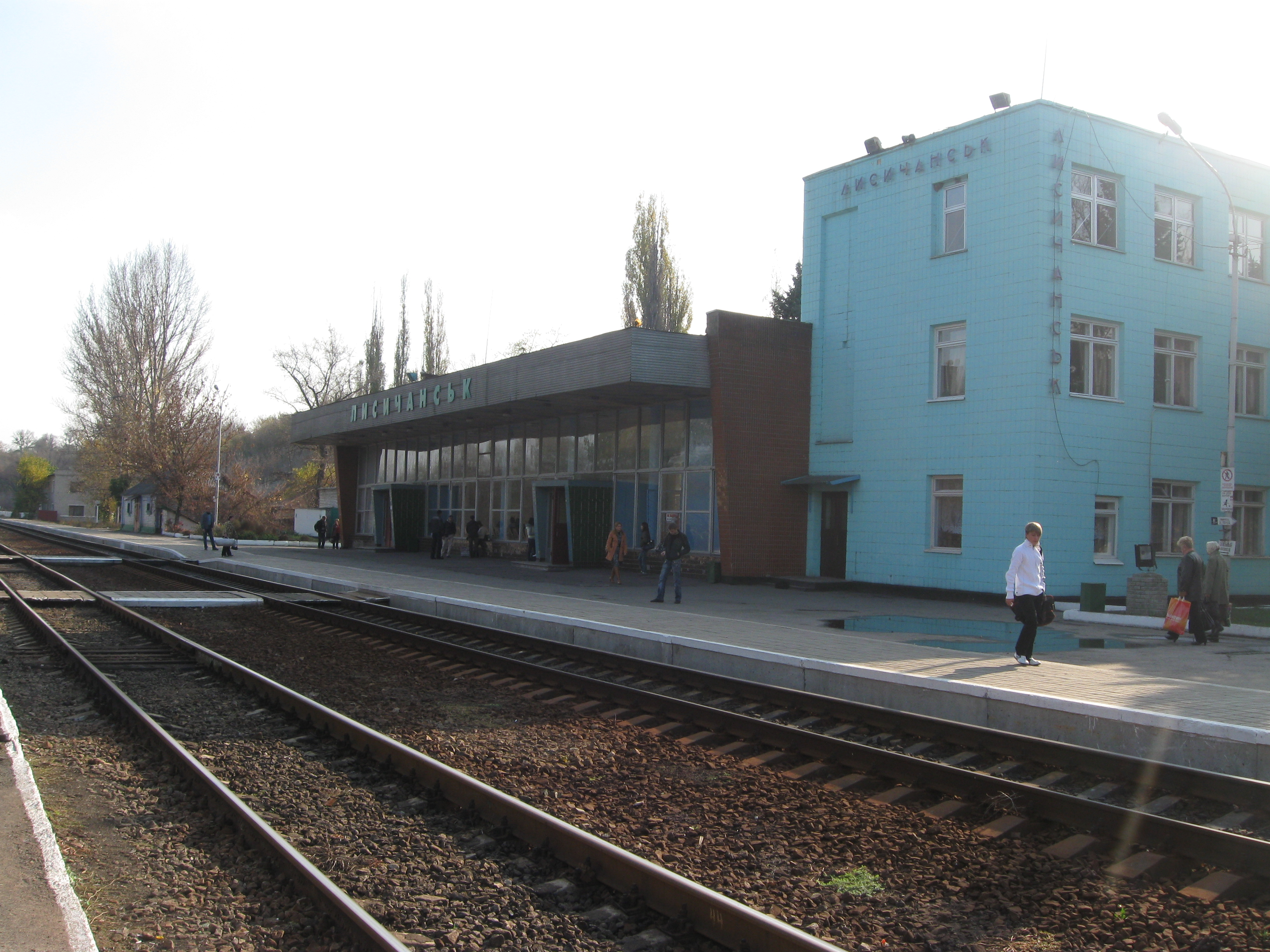
Здание ж/д вокзала в Лисичанске

## Структурные подразделения
На территории железной дороги по состоянию на конец 2012 года находилось:
- 239 железнодорожных станций
- 12 локомотивных депо
- 4 моторвагонных депо

 — моторвагонное депо Ясиноватая РПЧ-12
 — моторвагонное депо Иловайск РПЧ-21
 — моторвагонное депо Родаково РПЧ-7
 — моторвагонное депо Сватово РПЧ-5
- 17 вагонных депо
- 4 дирекции железнодорожных перевозок
- 9 строительно-монтажных эксплуатационных управлений
- 22 структурных подразделения дистанции пути
- 13 структурных подразделений сигнализации и связи
- 9 структурных подразделений электроснабжения

## На территориях Донецкой и Луганской областей
В результате войны в Донбассе на месте единой Донецкой железной дороги на тех частях территорий Донецкой и Луганской областей, которые попали под контроль самопровозглашённым ДНР и ЛНР, были созданы отдельные ГП «Донецкая железная дорога» и ГП «Луганская железная дорога». В мае 2019 года они были объединены в ТК «Железные дороги Донбасса». Руководство ТК «Железные дороги Донбасса» и её подразделения ГП «Донецкая железная дорога» находится по адресу: 283001, г. Донецк, ул. Артёма, 68. Генеральный директор — Назарян Василий Витальевич. Руководство ГП «Луганская железная дорога» находится по адресу 91019 г. Луганск, ул. Кирова, 44. На предприятиях ТК «Железные дороги Донбасса» работает более 15000 человек. 
Состав в ДНР:
- Станции: Ясиноватая, Донецк, Иловайск, Станция Дебальцево-Сортировочная
- Локомотивные депо: Ясиноватая, Дебальцево-Пассажирское, Иловайск
- Вагонные депо: Ясиноватая, Иловайск, Дебальцево-Сортировочное, Донецк
- Дистанция электроснабжения: Дебальцевская, Иловайская, Ясиноватская
- Дистанция сигнализации и связи: Дебальцевская, Иловайская, Ясиноватская
- Дистанция пути: Криничанская, Дебальцевская, Иловайская, Торезская, Ясиноватская
- Ясиноватская дистанция защитных лесонасаждений
- Дебальцевское отделение службы материально-технического обеспечения
- Вокзалы: Донецк, Ясиноватая, Иловайск, Дебальцево

Состав в ЛНР:
- Вагонные депо: Коммунарск, Луганск, Щетово
- Вокзал: Луганск
- Локомотивное депо: Родаково
- Дистанция пути: Луганская и Родаковская
- Луганская дистанция защитных лесонасаждений
- Луганская дистанция сигнализации и связи
- Луганская дистанция электроснабжения
- Станции: Коммунарск, Луганск
- Штеровская дистанция пути
- Штеровская дистанция сигнализации и связи

## Социальная сфера
Социальная сфера железной дороги:
- 12 больниц
- 5 линейных поликлиник
- 19 оздоровительных учреждений (санатории, детские здравницы, базы отдыха, пансионат)
- 3 стадиона
- 5 спортивных залов
- 4 спортивных комплекса
- 10 теннисных кортов
- 4 плавательных бассейна
- 3 дорожные технические школы

Также имеется Малая железная дорога, протяжённостью 2,1 км, работает 77 железнодорожных кружков.

## См также
- Железные дороги Донбасса